# Acrotritia otaheitensis
Acrotritia otaheitensis är en kvalsterart som först beskrevs av Hammer 1972.  Acrotritia otaheitensis ingår i släktet Acrotritia och familjen Euphthiracaridae. Inga underarter finns listade i Catalogue of Life.